# Richie Frahm
Richie Anthony Frahm, (nacido el 14 de agosto de 1977 en Battle Ground, Washington) es un exjugador de baloncesto estadounidense. Con 1,96 de estatura, su puesto natural en la cancha era el de escolta. 

## Trayectoria
- Universidad de Gonzaga (1996-2000)
- Phoenix Eclipse (2001-2002)
- Makati TnT Phone Pals (2002)
- Darüşşafaka S.K.  (2002-2003)
- Seattle SuperSonics (2003-2004)
- Portland Trail Blazers (2004-2005)
- Minnesota Timberwolves (2005-2006)
- Houston Rockets (2006)
- Pallacanestro Treviso (2006)
- Los Angeles Clippers (2007-2008)
- Reno Bighorns (2009)

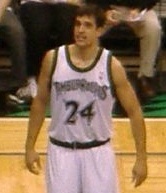
Richie Frahm con los Wolves en 2005.

- Antalya Büyükşehir Belediyesi (2009-2010)
- Reno Bighorns (2010)
- Aishin Sea Horses (2010-2011)